# Sphex tinctipennis
Sphex tinctipennis är en biart som beskrevs av Cameron 1888. Sphex tinctipennis ingår i släktet Sphex och familjen grävsteklar. Inga underarter finns listade i Catalogue of Life.